# A bohóc (Odaát)
A bohóc (Everybody Loves a Clown) az Odaát című televíziós sorozat második évadának második epizódja.

## Cselekmény
A fivérek elhamvasztják apjuk holttestét, miközben nehezen viselik John hiányát. Míg Sam egyre nagyobb bosszúvágyat érez Azazel ellen, míg Dean legtöbb idejét azzal tölti, hogy a karambolban széttört autóját javítgatja Bobby roncstelepén.
Amikor a fiúk egy négy hónapos üzenetet találnak apjuk telefonján, ellátogatnak az üzenetben szereplő helyre, egy démonvadászoknak találkozóhelyként szolgáló kocsmába, Nebraska államban. Itt találkoznak John régi barátaival: Ash-sel, Ellennel, és annak lányával, Jóval.
Míg Dean összemelegedik Jóval, Sam Ellen aktái közt felfigyel egy hírre, miszerint gyilkos bohóc garázdálkodik a környéken. A fivérek nyomozni kezdenek az ügyben, így, hogy több információt tudjanak meg, a helyi cirkuszban vállalnak kisegítő munkát.
Miután rájöttek, melyik családnál fog lecsapni a gyilkos bohóc, megpróbálják a házban éjszaka lelőni. A szörnyeteg azonban elmenekül, és a ház feldühödött ura elől is menekülni kényszerülnek a fiúk.
Ellen kideríti, hogy a háttérben valójában egy rakshasa nevű ősi hindu teremtmény áll, mely emberek húsából táplálkozik, láthatatlanná is tud válni, és csak réz tőrrel lehet vele végezni. A fivérek először azt gyanítják, hogy az itteni cirkusz főnöke a rakshasa emberi alakja, ám tévednek: az egyik alkalmazott az.
Dean és Sam a kísértetkastélyban kerül szembe a bohóccal, ám réz tőr hiányában ottani réz csövekkel szállnak vele harcba. A lény Deant egy késsel a falhoz szögezve ártalmatlanná teszi, Sam viszont felülkerekedik rajta és végez vele.
Az eset után Ellen felajnálja a fivéreknek, hogy bármikor szívesen fogadja őket, a számítógépzseni Ash pedig kideríti nekik, hogy a Sárgaszemű démon nincs a közelben…

## Természetfeletti lények

### Rakshasa
A rakshasa egy ősi hindu teremtmény – démon vagy szellem -, amely emberek húsából táplálkozik, és láthatatlanná is tud válni. 
Hogy bemehessen egy házba, és enni tudjon, engedélyt kell kéri az ott lakók valamelyikétől, ezért általában bohócnak álcázza magát, hogy a gyermekek által könnyebb legyen a bejutás.
Elpusztítani csupán egy réz tőrrel lehet.

## Időpontok és helyszínek
- 2006. ?

– Nebraska
– Sioux Falls, Dél-Dakota
– Medford, Wisconsin

## Zenék
- The Chambers Brothers – Time Has Come Today
- Three Dog Night – Shambala
- Captain & Tennille – Do That To Me One More Time
- Bad Poodle – Mudd Walk